# Гигантские летяги
Гигантские летяги, тагуаны (лат. Petaurista, «акробат»), — род грызунов семейства беличьих, представители которого населяют тропические, обычно горные леса Юго-Восточной Азии, Тайваня, Шри-Ланки и островов Малайского архипелага. Иногда тагуаном называют также гигантского летучего кускуса, относящегося к семейству кольцехвостых кускусов из отряда двурезцовых сумчатых.

## Внешний вид
Длина тела (без хвоста) 60 см. Окраска спины — от палево-серой до чёрной, брюхо сероватое, на морде могут быть белые участки.

## Образ жизни и размножение
Гигантские летяги ведут ночной образ жизни. В помёте чаще рождается 1 детёныш, реже 2.

## Использование
Мясо съедобно.

## Виды
Род насчитывает 8 видов:
- Бело-рыжая летяга (Petaurista alborufus)
- Изящная летяга (Petaurista elegans)
- Летяга Ходжсона (Petaurista magnificus)
- Бутанская летяга (Petaurista nobilis)
- Индийская гигантская летяга (Petaurista philippensis)
- Китайская гигантская летяга (Petaurista xanthotis)
- Японская гигантская летяга (Petaurista leucogenys)
- Гигантская летяга (Petaurista petaurista)

В 2007 и 2009 годах было описано два новых вида:
- Petaurista mechukaensis
- Petaurista mishmiensis